# Rue de l'Agent-Bailly
La rue de l'Agent-Bailly est une voie située dans le quartier de Rochechouart du 9e arrondissement de Paris.

## Situation et accès
La rue de l'Agent-Bailly est desservie à proximité par la ligne 12 à la station Saint-Georges.

## Origine du nom
Cette voie rend hommage à Charles Bailly, né à Poitiers (Vienne) le 14 juin 1871, un ancien militaire du 5e régiment du génie de 1892 à 1895, libéré de ses obligations avec le grade de sergent. Il intègre le 21 décembre 1898 la préfecture de police en tant que gardien de la paix au 1er arrondissement, et choisit la brigade fluviale en 1900 lors de la création de ce service au commencement de l'Exposition universelle.
Le 2 novembre 1901, vers neuf heures et demie, le gardien de la paix remarque qu'une femme désespérée vient d'enjamber le pont Marie. Il se jette aussitôt à l'eau pour lui porter secours, mais il est à son tour victime des eaux tumultueuses et se noie.
Il est inhumé au cimetière de Chilvert à Poitiers.

## Historique
La rue fut d'abord une partie de l'impasse de l'École mais avec le prolongement vers 1877 de la première section de la rue sur environ 14 m, cette partie fut renommée « impasse Rodier ». L'impasse Rodier fut rebaptisée « passage Rodier ». Elle débutait rue Rodier, se poursuivait sur environ 60 m (première section) avant de donner sur le côté gauche sur l'impasse de l'École. Le passage se poursuivait en impasse sur environ 14 m. La rue a été prolongée en 1899 sur une longueur de 28 m à partir de l'impasse du passage Rodier pour rejoindre la rue Milton.
Par arrêté du 5 avril 1904, la voie doit son nom à Charles Gaston Bailly (1871-1901), gardien de la Paix de la brigade fluviale, victime du devoir, qui a tenté de secourir une femme de la noyade et qui s'est noyé lui-même.

## Au cinéma
La rue apparait dans le film Photo de famille (2018) , scène à la 53e minute où Solal (Jean Aviat) rejoint sa mère (Vanessa Paradis) à la sortie de son lycée.

## Jeux olympiques d'été de 2024
La rue est un des lieux de tournage utilisés pour la cérémonie d'ouverture des Jeux olympiques d'été de 2024 à Paris. Dans le passage, trois jeunes gens courent, plein de joie et d'amour, dans la rue.